# Christopher Finch
Christopher Robin Finch (* 1939 auf Guernsey, Kanalinseln) ist ein britischer Kunstkritiker und Sachbuchautor. Er ist ein Experte für zeitgenössische britische Kunst, Chuck Close, das Hollywoodkino und populäre Kultur. Finch ist ein Kenner von Norman Rockwell und Jim Henson. Internationale Bekanntheit erlangte er mit einer Biographie Walt Disneys (1973).

## Leben und Wirken
Christopher Finch wurde 1939 auf der Kanalinsel Guernsey geboren. Er besuchte die Chelsea Art School. 1968 ging er in die USA, um am Walker Art Center in Minneapolis zu arbeiten. Er hatte sich intensiv mit zeitgenössischer britischer Kunst, vor allem der Pop Art beschäftigt und zwei Bücher über sie geschrieben. 1967 arbeitete er für Michael Moorcocks Magazin New Worlds als Kunstkritiker, er schrieb über Paolozzi (Language Mechanisms), über Richard Hamilton, Peter Phillips und ein Buch über Patrick Caulfield.
In Amerika richtete er seinen Blick auch auf die populäre Kultur der Vereinigten Staaten und dessen wohl bekanntesten Exponenten: Walt Disney (1901–1966). Das Ergebnis war The Art of Walt Disney (1973, dt. Walt Disney. Sein Leben - seine Kunst, 1984). Diese Biographie folgte nicht nur dem äußeren Lebenslauf Disneys, sondern befasste sich auch intensiv mit dessen künstlerischer Bedeutung und den verschiedenen Einflüssen auf sein Werk. Da Finch dafür als erster Zugang zu dem umfassenden Disney-Archiv hatte, konnte er sein Buch aufwendig bebildern. Es wurde in der Folge ein in viele Sprachen übersetzter Bestseller und während der folgenden Jahrzehnte immer wieder in aktualisierten Fassungen neu aufgelegt (zuletzt 2004). Es gilt bis heute als die definitive Darstellung der künstlerischen Leistungen der Walt Disney Company. 1978 ließ Finch noch die vertiefende Studie Walt Disney’s America sowie später Darstellungen unter anderem zu dem Zeichentrickfilm Der König der Löwen (The Lion King, 1994) folgen.
Auch mit einem weiteren, in den USA allseits bekannten und beliebten Künstler, Norman Rockwell, hat sich Finch mit mehreren erfolgreichen Bildbänden, Studien und einer Biographie (1980) intensiv auseinandergesetzt. Sehr erfolgreich war Rainbow (1975), eine Biographie des Hollywood-Stars Judy Garland, die die Basis für den NBC-Fernsehfilm Judy Garland – Lehrjahre eines Hollywood-Stars bildete. Finch schrieb für das Fernsehen und verfasste zusammen mit seiner Frau Linda Rosenkrantz das Buch Gone Hollywood (1979), eine Gesellschaftsgeschichte über die US-amerikanische Filmindustrie in den Jahren vor dem Zweiten Weltkrieg. Beginnend mit Of muppets & men. The making of the Muppet show (1981) beschäftigte er sich auch mit der Arbeit des Puppenspielers und Filmemachers Jim Henson, dem er 1993 eine biographisch-künstlerische Studie widmete.
Eines seiner weiteren Spezialgebiete ist die Aquarellmalerei, über die er drei eigenständige Darstellungen verfasste. Daneben schrieb Finch Bücher zum Thema „Bier“ sowie die „Auto-Biographie“ Highways to Heaven. The Auto Bibliography of America (1992). Darüber hinaus veröffentlichte und veröffentlicht er zahlreiche Artikel in US-amerikanischen und britischen Magazinen, darunter regelmäßig im Architectural Digest.
Viele seiner Bücher – vor allem diejenigen, die nicht mehr neu aufgelegt wurden – sind heute gesuchte und teure Sammlerstücke.
Christopher Finch lebt mit seiner Frau und seiner Tochter in New York City.

## Schriften
- Pop art. Object and Image, Studio Vista, London 1968 (ISBN 0-289-79554-0)
- Image as Language. Aspects of British Art, 1950–1968, Penguin, Harmondsworth 1969 (ISBN 0-14-021023-7)
- Patrick Caulfield, Penguin, Harmondsworth 1971 (ISBN 0-14-070622-4)
- The Art of Walt Disney. From Mickey Mouse to the Magic Kingdoms, New York 1973 (aktuelle Ausgabe: The Art of Walt Disney. From Mickey Mouse to the Magic Kingdoms and Beyond, Abrams, New York 2011, ISBN 978-0-8109-9814-8; dt.: Walt Disney. Sein Leben – seine Kunst, Stuttgart 1984, ISBN 3-7704-0171-9)
- Norman Rockwell’s America, New York 1975 (aktuelle Ausgabe: New York 1985, ISBN 0-8109-8071-1)
- Rainbow. The Stormy Life of Judy Garland, New York 1975 (ISBN 0-448-11731-2 oder ISBN 0-448-12142-5)
- Walt Disney’s America, New York 1978 (ISBN 0-89659-000-3)
- mit Linda Rosenkrantz: Gone Hollywood, Garden City (N.Y.) 1979 (ISBN 0-385-12808-8)
- mit Norman Rockwell: 332 Magazine Covers, New York 1979 (aktuell: New York um 1990, ISBN 0-89660-000-9)
- Norman Rockwell, New York 1980 (ISBN 0-89659-090-9)
- Of Muppets & Men. The Making of the Muppet show, New York 1981 (ISBN 0-394-52085-8):
- The Making of the Dark Crystal. Creating a Unique Film, New York 1983 (ISBN 0-03-063332-X)
- Special effects. Creating movie magic, New York 1984 (ISBN 0-89659-452-1)
- American Watercolors, New York 1986 (ISBN 0-89659-654-0)
- Twentieth-century Watercolors, New York 1988 (ISBN 0-89659-811-X)
- Beer. A Connoisseur’s Guide to the World’s Best, New York 1989 (ISBN 0-89659-913-2)
- Nineteenth-Century Watercolors, New York 1991 (ISBN 1-55859-019-6)
- Highways to Heaven. The Auto Biography of America, New York 1992 (ISBN 0-06-016551-0)
- Jim Henson. The Works – the Art, the Magic, the Imagination, New York 1993 (ISBN 0-679-41203-4)
- The Art of The Lion King, New York 1994 (ISBN 0-7868-6028-6)
- zusammen mit W. Scott Griffiths und Loretta Hwong-Griffiths: Famous Chefs (and Other Characters) Cook with Beer, New York 1996 (ISBN 0-385-48041-5)
- zusammen mit Linda Rosenkrantz: Sotheby’s Guide to Animation Art, New York 1998 (ISBN 0-8050-4854-5)
- Disney’s Winnie the Pooh. A celebration of the silly old bear, New York 2000 (ISBN 0-7868-6352-8)
- In the Market. The Illustrated History of the Financial Markets, New York 2001 (ISBN 0-7892-0014-7)
- The Lion King. A Giant Leap, New York und London 2003 (ISBN 0-7868-5393-X)
- Chuck Close – Work, München, Berlin, London und New York 2007 (ISBN 978-3-7913-3676-3 oder ISBN 3-7913-3676-2)
- Chuck Close – Life, München, Berlin, London und New York 2010 (ISBN 978-3-7913-3677-0)